# Crecchio
Crecchio è un comune italiano di 2 605 abitanti della provincia di Chieti in Abruzzo. Il paese conserva l'aspetto di un piccolo borgo medievale dominato dal castello ducale. 

## Geografia fisica

### Territorio
Il comune di Crecchio è compreso all'interno della zona collinare che si estende dalla costa adriatica fino al limite della fascia pedemontana della Maiella. Nella parte nord-occidentale il territorio è solcato dal fiume Arielli e dal torrente Rifago che, nel loro corso, hanno delimitato ed isolato il colle su cui sorge il centro storico. Nella parte orientale il terreno digrada dolcemente verso la valle del Moro. Non mancano alcune aree pianeggianti, in particolare in prossimità della Strada Provinciale (ex SS 538) “Marrucina” (località Pietra Lata, Casone e Macchie), nelle zone di Fonte Roberto e Ciaò (comprese tra Villa Mascitti e Casino Vezzani), nei dintorni di Villa Tucci (Padule, Pozzo e Capo Lemare) ed a Santa Maria Cardetola. La pendenza diminuisce progressivamente da SW a NE. L'altimetria varia da un minimo di 86 m s.l.m., misurata nella valle dell'Arielli in località Piano di Morrecine (nella parte settentrionale del Comune), ad un massimo di 276 m s.l.m., registrato nei pressi della vecchia stazione ferroviaria (al confine con il comune di Arielli). La casa comunale è situata a 209 m s.l.m.. L'altitudine delle frazioni è riportata nella tabella seguente:
| Frazioni e località   | Altitudine (m s.l.m.) |
| --------------------- | --------------------- |
| Casino Vezzani        | 172                   |
| Casone                | 217                   |
| San Polo              | 258                   |
| Santa Maria Cardetola | 232                   |
| Vassarella            | 190                   |
| Via Piana             | 250                   |
| Villa Baccile         | 218                   |
| Villa Consalvi        | 241                   |
| Villa Formicone       | 220                   |
| Villa Marcone         | 215                   |
| Villa Mascitti        | 203                   |
| Villa Mucchiarelli    | 218                   |
| Villa Selciaroli      | 244                   |
| Villa Tucci           | 209                   |

La quasi totalità del territorio comunale presenta strati di ciottolame poligenico con lenti di sabbie giallastre e argille grigio-verdognole, originari del Pleistocene Marino. Lungo le valli dell'Arielli e del torrente San Giorgio sono presenti ghiaie, sabbie, limi torrentizi e fluviali risalenti all'Olocene. La valle del Moro è caratterizzata da depositi di sabbie e arenarie giallastre di origine Pleistocenica; diffusi risultano detriti di falda, coperture detritico-colluviali del Pleistocene medio superiore – Olocene, depositi alluvionali e deltizi attuali. Il territorio, nella sua parte centrale e sud-orientale, è inoltre attraversato da alcuni terrazzi morfologici che separano le zone sabbiose da quelle di materiale più grossolano.

#### Idrografia
La strada provinciale Marrucina divide per la sua intera lunghezza il territorio comunale in due aree idrografiche differenti: una parte settentrionale appartenente al Bacino dell'Arielli (14,10 km²) ed una parte meridionale inclusa nel Bacino del Moro (3,39 km²). Una striscia sottile, al confine con il comune di Ortona, appartiene invece al bacino del Fosso Riccio (1,87 km²). I principali corsi d'acqua che attraversano il territorio del comune sono:
- Fiume Arielli: nasce a circa 390 m s.l.m. poco a monte dall'abitato di Malverno (comune di Orsogna). L'asta principale ha una lunghezza di poco più di 18 km sfociando nel mare Adriatico a sud della stazione di Tollo. Il bacino si estende per 41 km² ed è compreso tra quello del Foro a Nord e quello del Moro a Sud. In prossimità del centro storico di Crecchio la valle diviene stretta e profonda, con una notevole copertura boschiva. Per un breve tratto funge da confine tra Crecchio e Canosa Sannita[5][10].
- Fiume Moro: nasce a 5 km a nord dell'abitato di Orsogna a quota 590 m s.l.m. e presenta una lunghezza di circa 23 km. Rimane compreso tra i bacini dell'Arielli a nord e del Feltrino a sud e si sviluppa in un'area complessiva 73 km². Rappresenta il confine tra Crecchio e Frisa[5][10].
- Torrente Rifago : nasce vicino Arielli a 304 m s.l.m. e, dopo un tratto circa 5 km, confluisce nell'Arielli (140 m s.l.m.) poco a più a nord di Crecchio. La valle presenta una folta vegetazione nei pressi del colle di Crecchio[5].
- Torrente San Giorgio: scorre interamente in territorio comunale. Nasce nei pressi della stazione di Crecchio a 274 m s.l.m. e, dopo aver ricevuto il contributo di alcuni fossi, si immette nell'Arielli in località Parco dei Mulini (148 m s.l.m.) Ha una lunghezza di poco superiore ai 5 km[5].
- Torrente Sant'Onofrio: nasce in località Portone (221 m s.l.m.), al confine tra Crecchio e Canosa Sannita. Dopo aver percorso quasi 6 km si unisce all'Arielli nei pressi della località Collesecco (68 m s.l.m.), nel comune di Tollo. Il torrente segnala il confine tra Crecchio e i comuni di Canosa e Tollo[5].

#### Flora e fauna locali
Il territorio, intensamente coltivato, presenta una copertura boschiva varia e frammentata; in particolare i luoghi in cui la vegetazione appare più rigogliosa, sono i valloni scavati dai torrenti locali, e formanti il sistema, tipico della collina abruzzese, delle cosiddette “valli a pettine”. In queste zone dove affiorano strati di travertino, predominano specie vegetali riparie quali il carpino nero, l'orniello, il nocciolo ed in particolare l'alloro. Vicino ai corsi d'acqua, dove è facilmente avvistabile il granchio di fiume, sono diffuse varie specie di salice e di pioppo. Ai margini della macchia mediterranea è possibile notare alcune specie che afferiscono alle garighe come l'ampelodesmo e i cisti, mentre nelle zone meno asciutte è presente la canna di Plinio. Rilevante è anche la presenza della robinia che, inizialmente introdotta dall'uomo, si è poi diffusa spontaneamente.
Sui colli la vegetazione è costituita soprattutto dalla roverella, a cui si accompagno sorbi, aceri, olmi, carpini e lecci. Tra i lembi boschivi è facile imbattersi nel ciclamino primaverile, la primula, il garofano, la campanula e l'anemone dell'Appennino; rara invece è la presenza dell'orchidea selvatica. I nuclei forestali rappresentano anche un importantissimo rifugio ed habitat per molte specie faunistiche. Tra l'avifauna si segnala la presenza di due specie di rapaci: la poiana e lo sparviero; comuni sono anche lo scricciolo, il merlo, il picchio rosso e verde; è facile imbattersi in cinciallegre, fringuelli, tordi, usignoli, upupe, tortore e cuculi. Tra i mammiferi è possibile trovare i classici abitanti del sottobosco: la faina, il tasso, la donnola, la volpe e puzzola, insieme ad altri piccoli roditori del bosco.

### Clima
La presenza del massiccio della Maiella arresta parzialmente i venti occidentali, umidi e temperati dall'atlantico; di conseguenza il territorio è particolarmente soggetto ai venti orientali, compresi quelli continentali provenienti da NNE freschi e asciutti (accompagnati talvolta da notevoli precipitazioni nevose) e quelli marini provenienti da SSE molto caldi ed a elevato contenuto di umidità. Il clima di Crecchio può essere pertanto considerato come temperato mediterraneo, con inverni spesso rigidi ed estati abbastanza calde. Le precipitazioni sono concentrate soprattutto in primavera ed in autunno.

## Storia

### Le origini

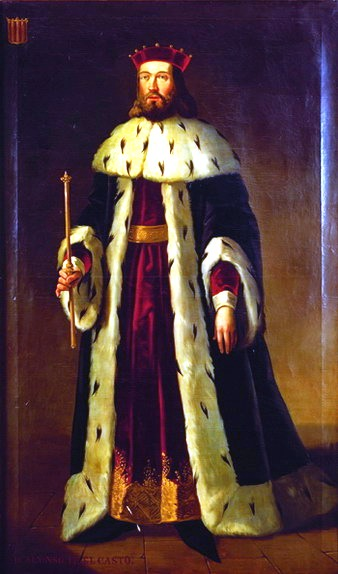
Alfonso d'Aragona, il quale detenne il feudo intorno al 1452, assieme a Ortona

La tradizione vuole che in antichità gli abitanti di Crecchio fossero stanziati nella frazione di Santa Maria Cardetola, a poca distanza dall'attuale centro abitato. Sporadici ritrovamenti, fra cui quello di una dea madre riferibile al paleolitico superiore, frammenti di ossidiana e selci lavorate, confermano la presenza dell'uomo sulle colline di Crecchio fin dall'epoca preistorica. I rinvenimenti di fondi di capanne dell'età del ferro, attestano inoltre una discreta produzione ceramica intorno al IX secolo a.C.

### L'antica Ocriculum e scavi archeologici
Nel 1846 lo studioso e archeologo lancianese Ambrogio Carabba, rinvenne a Santa Maria in Cardetola, un'epigrafe italica del VI secolo a.C., la Stele di Crecchio  (conservata nel Museo Nazionale di Napoli), nella quale – secondo recenti interpretazioni – vi è il primo riferimento a Crecchio, chiamato in epoca arcaica Ok(r)ikam; il ritrovamento di alcuni corredi funerari di origine Frentana fanno ipotizzare che il paese sia stato una loro roccaforte a guardia del confine con i Marrucini o dei tratturi che passavano nelle vicinanze. Divenuto municipio romano, il nome si trasformò in Ocriculum, e l'intero territorio fu diviso in grandi ville rustiche (aziende agricole) vocate alla coltivazione di cereali, vite ed ulivi. Le attuali frazioni e contrade sono ubicate proprio in prossimità di quelle ville. Degli antichi insediamenti rimangono oggi solo i resti della Villa di Vassarella-Casino Vezzani, riportata alla luce durante gli scavi eseguiti tra il 1988 e il 1991 dalla Soprintendenza Archeologica d'Abruzzo, in collaborazione con l'Archeoclub d'Italia di Crecchio. Le ville rimasero attive fino al VI-VII secolo d.C. esportando vino ed olio grazie al vicino porto di Ortona. Dopo le devastazioni della guerra greco-gotica (535-553 d.C.), molti villaggi furono abbandonati e gli abitanti si insediarono nel colle ove sorge l'attuale centro storico. In un'epoca di invasioni e scorrerie esso era il luogo meglio difendibile, grazie alle due profonde vallate dell'Arielli e del Rifago. Secondo la tradizione il sito ospitava già all'epoca un tempio pagano (il sito di Santa Maria da Piedi) ed un fortilizio romano.

### Dai longobardi ai normanni
L'abitato cadde in mano longobarda probabilmente intorno alla fine del VII secolo d.C. e seguì le vicende storiche del Ducato di Spoleto, passando prima nelle mani dei Franchi e poi in quelle dei Normanni. Nell'XI secolo il nuovo insediamento era ancora privo di cinta muraria: lo conferma la bolla di Papa Nicola II, del 1059, dove ci si riferisce ad una "Plebem Occrecle", senza però la qualifica di Castellum. Durante la dominazione normanna venne migliorato l'apparato difensivo del borgo con la costruzione di mura, lungo le quali si aprivano due grandi porte, dette Da Capo (ingresso meridionale vicino al Castello) e Da Piedi (nella parte nord-orientale del paese), quest'ultima ancora oggi visibile. Nel 1189-92 Guglielmo Monaco, appartenente alla nobile famiglia Monaco di Crecchio, partecipò alla terza crociata.
Agli inizi del XII secolo fu eretta l'imponente Torre dell'Ulivo e, intorno ad essa, nel corso degli anni successivi si formò l'intero castello. La torre faceva parte di un complesso e ramificato sistema di postazioni di avvistamento che dal mare toccava tutti i centri dell'entroterra e vigilava sulle terribili incursioni dei pirati ungari e saraceni.

### Dagli angioini agli aragonesi
Nel 1279 il feudo di Crecchio venne incluso nella “Rassegna dei feudatari d'Abruzzo” voluta da Carlo I d'Angiò: da quest'ultima emerge che il feudo con il castello era sotto la giurisdizione di Guglielmo Morello. Tale feudo chiamato “di un Milite” era formato oltre che da Crecchio, anche da Arielli con il suo castello (completamente distrutto agli inizi del Novecento), Castel di Mucchia e metà del feudo di Pizzo Inferiore (nel comune di Ortona). Nel XIV secolo il borgo si arricchì di alcuni palazzi tra i quali emerge il Palazzo Monaco, dotato di torre signorile.

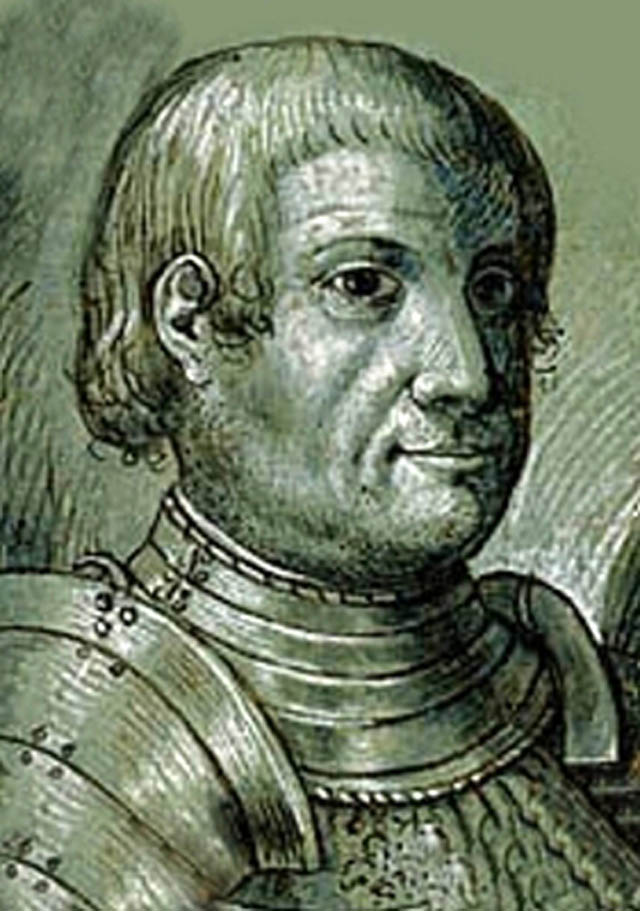
Napoleone Orsini, che possedette Crecchio nel '400

Nel 1406 Crecchio era feudo di Napoleone degli Orsini conte di Manoppello e Guardiagrele. Questi, ribellatosi alla corte di Napoli, venne privato del feudo che fu devoluto alla comunità di Lanciano dal re Ladislao. Il 23 agosto 1406 Giovanni Di Masio, mastrogiurato di Lanciano, entrava nella "rocca e nella Torre di Ocrecchio". Il possesso da parte di Lanciano rappresentava per Crecchio l'opportunità di vendere agevolmente il grano che si produceva nel territorio, dato che Lanciano, con le sue fiere, era un punto di passaggio importante per i mercanti di ritorno da Venezia.

### Crecchio feudo dei duchi di Bovino
Nel 1627 Crecchio passò a Giovanni Bonanni dell'Aquila, che nel 1633 lo vendette ad Andrea Brancaccio di Napoli. In occasione di tale vendita fu chiamato a stimare il valore del feudo un certo Scipione Paternò “tabulario napolitano”, che dà un'immagine molto nitida del borgo nel Seicento:
Il territorio di questa terra è parte piano et parte collinoso et costoso, il qual confina con il territorio de Ariella, Canosa, Tollo, Urtona la Villa Callara et il fiume Moro dividente il territorio di Frisa quale circuito di territorio così descritto sarà da miglia nove in circa dentro il quale si comprendono territorij seminatorj, erbaggi, vigne, boschi, oliveti, cannittera, orti di verdumi et altri frutti dal quale si percepiscono buona qualità di grani, orgi, legumi, vini, egli, lini […]. Li habitanti di questa terra sono al generale homini rustici foresi et fatigatori, quali si esercitano nella cultura et governo di territori alieni et propij […]. Le donne habitatrici si trattengono in filare et tessere tela
et in tempo di sugna et vendemmia si conducono di fuori a travagliar la loro vita secondo le stagioni et tempi.
Contiguo essa terra da un tiro di balestra è una fonte d'acqua perfetta con conserva di fabbrica dove si piglia l'acqua per bere, ma ad uso del lavare vanno nel vallone. Si regge et governa questa predetta terra da dui sindaci et uno mastrogiurato dalli quali unitamente si tien conto del buon governo et amministrazione della terra […]. Et in mezzo la terra predetta è la piazza pubblica in mezzo alla quale è fondata la chiesa matrice sotto il nome di Santo Salvatore dove sono dui preti inclusivi con l'arciprete […]. Vi è di più un'altra chiesa detta "Santa Maria di Piedi" iusta li mura di essa terra dove si celebra et vive con elemosine.»
(Scipione Paternò, 1633)
La famiglia Brancaccio mantenne il possesso di Crecchio fino al 1702. Il 15 ottobre 1705 il feudo fu acquistato da Gaetano Antonio D'Ambrosio, principe di Marzano. La vendita risultò però non valida ed il feudo venne quindi assegnato a Vincenzo Frasconi, nominato marchese di Crecchio. I D'Ambrosio ritornarono in possesso del feudo l'11 agosto 1734, mantenendolo fino al 1785, quando passò ai De Riseis, duchi di Bovino e baroni di Crecchio. Questi ultimi conservarono i beni ad esso legati fino al 15 novembre del 1958.

### Crecchio nell'era moderna
Dopo l'unità d'Italia, Crecchio fu inclusa nella provincia di Chieti, ex Principato di Abruzzo Citeriore, nel distretto di Ortona.
Negli anni 1870-1879 fu realizzata la nuova strada provinciale per Canosa ed abbattuta la porta da Capo con il resto della cinta muraria.
Un'appassionata descrizione del paese viene fornita da Don Ermenegildo Blasioli, reverendo parroco di Crecchio, che nella novena di Sant'Elisabetta protettrice di Crecchio, datata 1901, così scriveva:

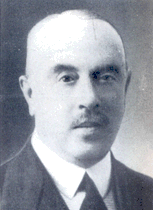
Giovanni De Riseis, duca di Bovino e barone di Crecchio

(Don Ermenegildo Blasioli, 1901)

### La fuga di Vittorio Emanuele III a Crecchio (9 settembre 1943)

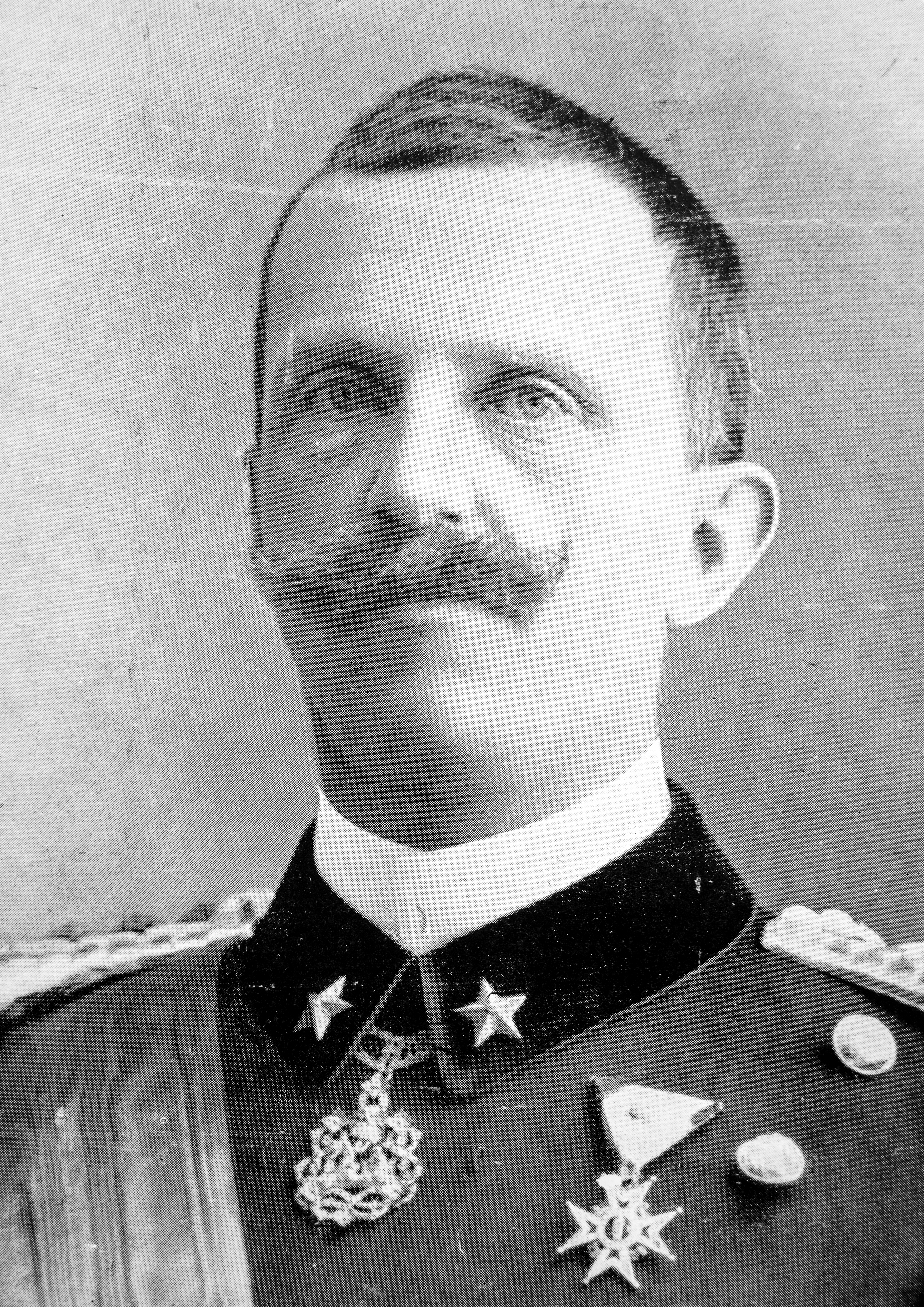
Vittorio Emanuele III, ospitato al castello di Crecchio durante la fuga a Brindisi

Il 9 settembre 1943, Crecchio ed il castello furono scenario di importanti eventi della storia d'Italia: nella loro fuga verso Brindisi, sostarono nel castello il re Vittorio Emanuele III, la Regina, il principe Umberto, Badoglio e l'intero Stato Maggiore. Qui si decisero le sorti della Monarchia Sabauda. Il principe Umberto era già stato altre volte ospite del duca Giovanni De Riseis e della sua consorte Maria Antonietta d'Alife Gaetani d'Aragona, a Crecchio, negli anni 1926, 1928 e nel 1932 con Maria Josè.
Dall'inverno del 1943 all'estate del 1944, Crecchio, trovandosi sulla linea Gustav, subì le devastazioni dei bombardamenti: la Chiesa di San Rocco all'ingresso del paese fu rasa al suolo (e mai più ricostruita), il castello e la Torre dell'Ulivo gravemente danneggiati, la facciata settecentesca della chiesa di San Salvatore semidistrutta così come molte abitazioni. 

### Dal secondo dopoguerra a oggi
Il Dopoguerra rappresentò per il centro storico il periodo dell'abbandono, il comune passò dai 3.765 abitanti del 1951 ai 3.139 del 1971. Il castello, in rovina, venne trasformato in falegnameria e le ricostruzioni di quel tempo e gli interventi edilizi furono devastanti. La situazione cominciò a cambiare nel 1976, quando iniziarono i lavori per il suo restauro. La cappella di San Rocco non verrà mai ricostruita, e lo storico giardino ducale verrà occupato in gran parte dalla scuola elementare. Negli anni Ottanta e Novanta l'Archeoclub intraprese una vera e propria campagna di riscoperta del patrimonio antico del paese, anche grazie a interventi di restauro di molti edifici, restituiti alla loro fisionomia medievale. Dal 1995 il Castello ospita il Museo dell'Abruzzo Bizantino ed Altomedievale, contribuendo alla vocazione turistica del paese.

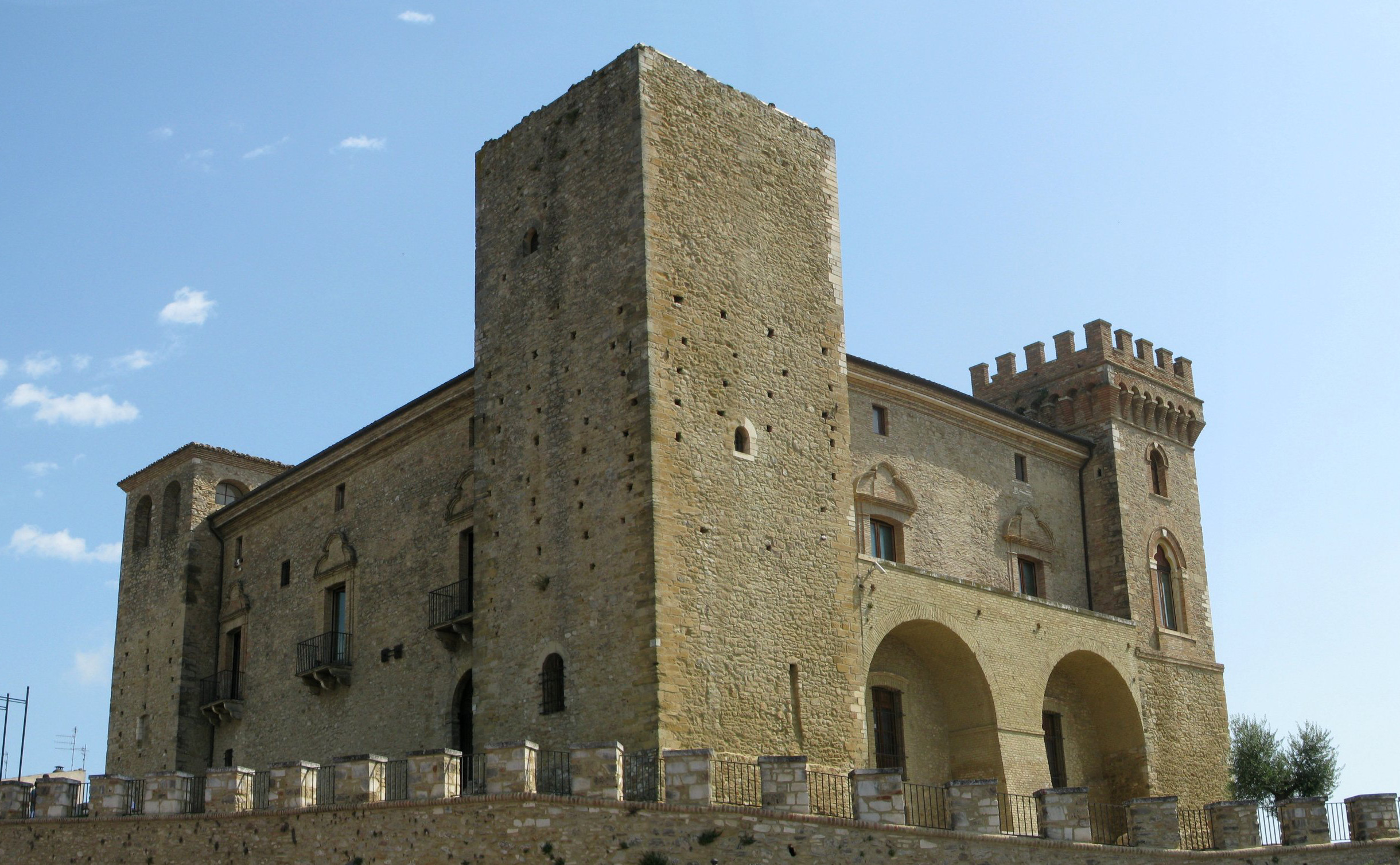
Veduta del Castello Ducale De Riseis

## Monumenti e luoghi d'interesse

### Architetture religiose
- Chiesa di Santa Maria da Piedi (detta anche di Sant'Antonio[16]); è situata a ridosso della Porta da Piedi, da cui prende il nome. La chiesa, costruita nel 1581[16] sulle più antiche mura difensive del paese, presenta una facciata rettangolare in pietra e mattoni. Il portale, in arenaria, risale al 1584 ed è sormontato da un timpano[16]. Sopra di esso è presente una finestra circolare[28]. Il campanile a vela, ad una luce, è situato nella parte posteriore della chiesa. L'interno è composto da una singola navata con soffitto a capriate in legno. Attualmente la chiesa è sconsacrata e viene utilizzata come auditorium[29].
- Chiesa del Santissimo Salvatore ; si trova e metà strada tra il Castello e la chiesa di Santa Maria da Piedi. Davanti ad essa si apre la piazza Santissimo Salvatore. La facciata, in sobrio stile barocco, è realizzata in muratura[28]. Il portale presenta un coronomento a timpano spezzato e, superiormente, compresa tra due cornici orizzontali, si apre una finestra rettangolare. La facciata termina con un timpano circolare, al cui interno è presente un oculo. La copertura è a doppia falda mentre l'interno è ad aula unica[14]. Il campanile, anch'esso in muratura, è a base quadrata e posizionato ad un lato della facciata. Ornato agli spigoli da lesene, è dotato di una cella campanaria (con un concerto di cinque campane[14]) che si apre ad ogni lato con un arco a tutto sesto. Immediatamente al di sopra è presente un attico, con ringhiere e colonnette agli spigoli, ed un dado[28]. Su quest'ultimo è posizionato un orologio, costituito da quattro quadranti luminosi[14]. Il campanile termina con un tetto a padiglione. Non si conosce la data esatta di costruzione della chiesa ma è probabile che il primo nucleo risalga al tempo in cui i primi abitanti si trasferirono sul colle attuale da Santa Maria Cardetola[14]. Fino al Settecento la chiesa presentava una facciata quattrocentesca, distrutta poi da un terremoto e ricostruita in stile barocco[16]. Nel periodo bellico 1943-1944 la chiesa subì gravissimi danni: la facciata e l'interno gravemente danneggiati, completamente abbattuto il campanile (una grossa torre in pietrame del XVI secolo). Nella ricostruzione sono state quasi fedelmente conservate le linee architettoniche originali[14].
- Santuario di Santa Elisabetta; sorge a breve distanza dal centro storico. La facciata è a salienti, suddivisa in tre parti da quattro lesene[14]. A metà altezza è presente una cornice marcapiano, al di sopra della quale è collocato il rosone. Il portale è sovrastato da un timpano circolare. Il campanile è a vela. La chiesa ha origini molto antiche, così come la venerazione degli abitanti per la Santa[14]. Pesantemente danneggiata negli anni 1943-1944, è stata ricostruita nel 1955 dal Genio Civile, pur con notevoli cambiamenti. Al suo interno è possibile ammirare una statua quattrocentesca della Santa ed alcuni ex voto del XIX secolo[14].

Nel territorio comunale sono presenti altre chiese, ubicate nelle varie frazioni:
- Chiesa di San Giuseppe; si trova a Villa Tucci ed è una delle più antiche. Ricordata in un decreto di visita pastorale del 1894, conserva ancora la struttura antica. Con la ricostruzione del secondo Dopoguerra è stato aggiunto uno snello campanile[14].
- Chiesa della Madonna dei Sette Dolori; sorge a Casino Vezzani ed anch'essa è menzionata nel decreto pastorale del 1894. L'edificio attuale è stato ricostruito sulle rovine di una chiesa più antica, demolita perché bassa e fatiscente[14].É una chiesetta semplice, a pianta rettangolare con facciata a capanna, sormontata da cornicione con architrave a timpano triangolare. La facciata ha un portale centrale rettangolare, sormontato da una piccola maiolica dipinta a rappresentare il monogramma di Cristo IHS. L'interno a navata unica accoglie la statua della Vergine dei Sette Dolori. La chiesa, che si trovava precedentemente nel centro della frazione, fu poi spostata nella zona attuale.
- Chiesa di Sant'Antonio da Padova; edificata nel 1926 a Villa Consalvi. La struttura è in pietra a faccia vista[14].
- Chiesa di San Rocco; dopo la distruzione dell'antica chiesa di San Rocco, in Crecchio, si decise di ricostruirla non più nel capoluogo ma a Villa Selciaroli. La chiesa è stata aperta al culto nel 1975[14].

### Architetture civili

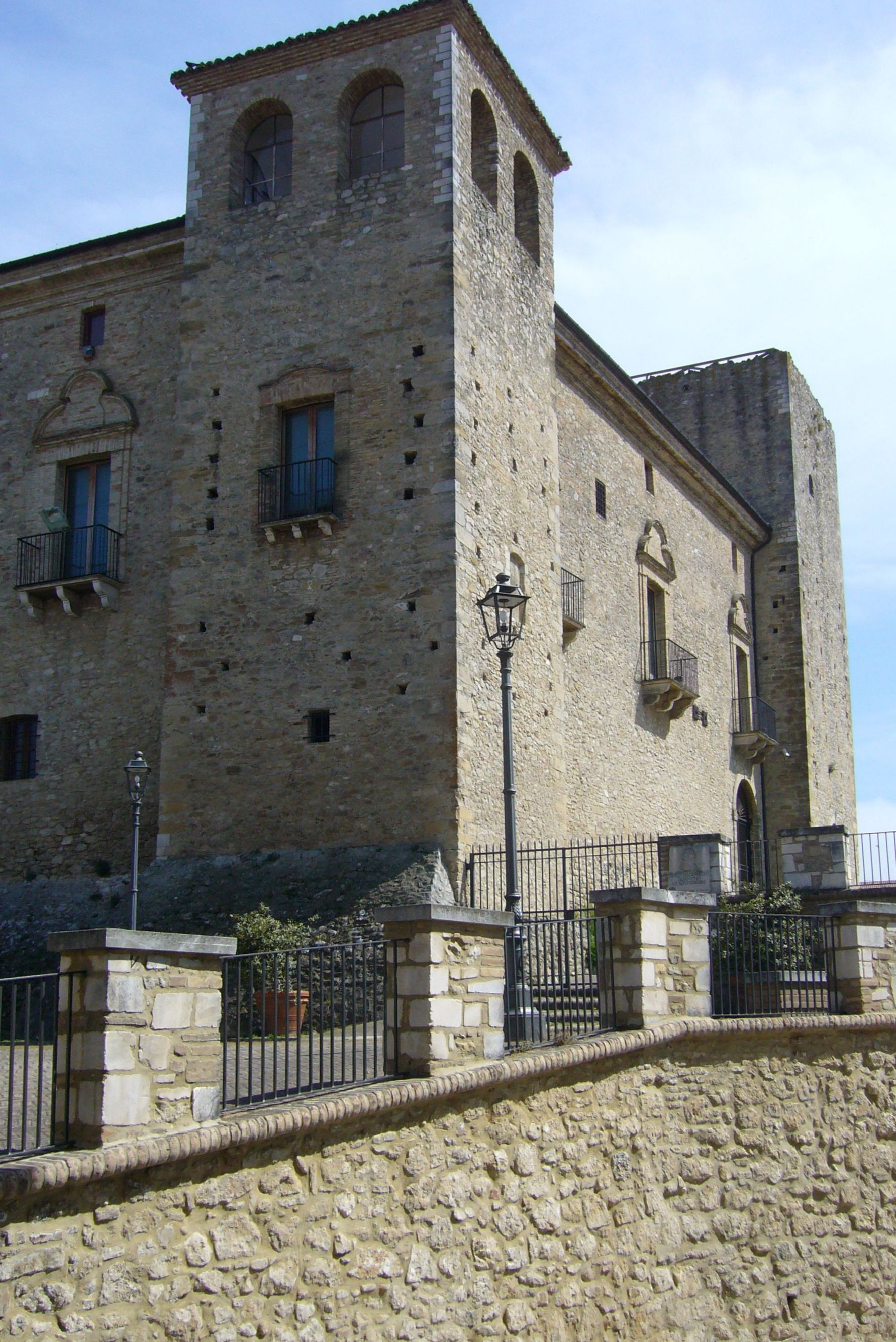
Il Castello ducale, veduta di Torre D'Aragona dall'ingresso

- Palazzo Monaco; realizzato in pietrame[28], è posizionato di fronte alla Chiesa di Santa Maria da Piedi, adiacente alla porta da Piedi. Il nucleo originario dell'edificio risale al XIV secolo. Un tempo appartenente alla famiglia Monaco, possedeva anche una torre signorile[16].
- Ponte del XIII secolo; realizzato in muratura, è costituito da un arco a sesto acuto[28]. Fino alla Seconda Guerra Mondiale fungeva da collegamento tra il Castello ed il suo parco[11].
- Porta da Piedi; unica porta ancora esistente attraverso la quale si entrava nel borgo durante il Medioevo[16][28].
- Mulini della valle dell'Arielli; i mulini sono tutti situati sulla sponda destra del fiume Arielli, al di sotto del colle di Crecchio, e dislocati su un tratto di circa 3 km. Si tratta di mulini ad acqua, del tipo a palmenti, con mole di pietra e ruota idraulica a pale sotterranee[30]. L'abbandono dell'attività molitoria, fiorente nel Medioevo, ha fatto sì che i mulini subissero un inevitabile degrado, accompagnato dalla crescita di una rigogliosa vegetazione. Oggi i mulini, a partire da quello più a monte, sono così individuati: Mulino di Grogne, Mulino del Barone, Mulino del Santissimo Sacramento, Primo Mulino di Cillarille, Secondo mulino di Cillarille, Mulino di Valle Cannella, Mulino di Casino Vezzani[30]. Grazie ad una accurata ristrutturazione portata avanti dall'Amministrazione Comunale negli anni Novanta, è stato possibile realizzare il Parco dei Mulini, un'area attrezzata di particolare pregio naturalistico nella quale i mulini stanno rivivendo come strutture polifunzionali[11].

### Architetture militari
```

```

### Siti archeologici
- Resti della villa romana in località Vassarella; il complesso è stato rinvenuto nel 1973 a seguito di lavori per l'impianto di una vigna. Fra il 1988 ed il 1991, una campagna di scavi eseguita in collaborazione fra Archeoclub di Crecchio e Soprintendenza archeologica dell'Abruzzo ha permesso di riconoscere i resti di una grande villa rustica, riferibile alla tarda età repubblicana. I ruderi delle strutture murarie delimitavano un porticato lungo almeno 75 metri, con vari ambienti collocati lungo il corridoio definito dal porticato stesso. All'interno dei vani superstiti sono stati rinvenuti numerosi dolii ed una grande cisterna in calcestruzzo, quasi completamente piena d'acqua e melma. Lo svuotamento della cisterna ha consentito di individuare vari reperti (in particolare frammenti lignei e vasellame) che testimoniano i contatti con aree quali l'Africa, l'Egitto, la Palestina, la Siria e l'Asia Minore. Nel VI secolo l'impianto veniva probabilmente impiegato dai Bizantini per l'approvvigionamento del vicino porto di Ortona. A tale periodo è infatti ascrivibile l'interro archeologico della cisterna, utilizzata come un vero e proprio "mondezzaio".[31]

## Società

### Evoluzione demografica
Dal secondo dopoguerra la popolazione è via via diminuita da quasi 4000 a poco meno di 3000, spostandosi verso centri maggiori.Abitanti censiti

## Cultura

### Scuole
Nel territorio comunale sono attive una scuola secondaria di primo grado ed una primaria. Sono inoltre presenti tre scuole dell'infanzia.

### Musei
Nel Castello Ducale è presente il Museo dell'Abruzzo Bizantino ed Altomedievale, dove sono conservati antichi reperti di epoca bizantina e romana.

## Economia
Il comune di Crecchio ricade all'interno del distretto industriale (sistema locale del lavoro) di Ortona, insieme ai comuni di Ari, Arielli, Canosa Sannita, Filetto, Giuliano Teatino, Orsogna, Ortona, Poggiofiorito e Tollo. Tale distretto è caratterizzato da un'elevata concentrazione di imprese specializzate nel settore tessile e dell'abbigliamento. Il numero di unità locali presenti all'interno del territorio comunale è di 619; la densità imprenditoriale è pari a 20,20 u.l. per 100 abitanti, un valore che colloca Crecchio al sesto posto tra i comuni della provincia con densità più elevata.
La principale attività rimane comunque l'agricoltura. Le aziende agricole presenti sono caratterizzate per la maggior parte dalla conduzione diretta del coltivatore con sola manodopera familiare ed una SAU per azienda inferiore ai 10 ha; caratteristiche che si riconoscono anche in buona parte della regione. Nel 2000 la SAU corrispondeva a 1458,36 ha, pari a circa il 75% del territorio comunale. La superficie dedicata alla viticoltura era di 1277,77 ha, all'olivicoltura spettavano 114,34 ha mentre per i seminativi risultavano impiegati 34,88 ha. La vocazione agricola del territorio è ulteriormente testimoniata dalla presenza di due aziende vinicole dove si producono i vini DOC d'Abruzzo (Montepulciano e Trebbiano), e quattro frantoi per la produzione di olio extravergine di prima qualità. Il Comune inoltre, è membro dell'Associazione Nazionale Città del Vino. Il territorio di Crecchio non si sottrae al notevole sviluppo industriale del comprensorio ortonese attorno all'asse Marrucino (ex SS 538) ma, nello stesso tempo, viene data altrettanta attenzione alla conservazione del paesaggio agrario.

## Infrastrutture e trasporti

### Strade
La principale via di comunicazione è costituita dalla strada provinciale Marrucina (ex SS 538) che collega Ortona con Orsogna. La strada provinciale funge anche da collegamento con l'autostrada A14 (uscita di Ortona).

### Ferrovie
Fino al 1982 il comune era servito dalla Ferrovia Sangritana, con la tratta Ortona Marina-Crocetta. Il servizio merci, sospeso nel 1984, si era dimostrato un valido strumento per la commercializzazione dei vini della cantina sociale di Crecchio e di quelle vicine. La ferrovia permetteva inoltre l'allacciamento alla linea adriatica, vista la presenza di un raccordo nella stazione FS di Ortona. Sono tuttora presenti gli edifici della stazione di Crecchio (nei pressi della cantina sociale) e della fermata di Villa Selciaroli.

### Mobilità urbana
Nel comune sono presenti diverse linee automobilistiche (gestite dalle società TUA, Sangritana e Napoleone) che assicurano i collegamenti con Chieti, Lanciano, Ortona ed i comuni limitrofi.

## Amministrazione
| Periodo | Periodo   | Primo cittadino   | Partito        | Carica  | Note   |
| ------- | --------- | ----------------- | -------------- | ------- | ------ |
| 1985    | 1990      | Carmine La Barba  | Centrosinistra | Sindaco | [ 39 ] |
| 1990    | 1995      | Francesco Teramo  | Centro         | Sindaco | [ 39 ] |
| 1995    | 2004      | Orazio D'Alessio  | Centro         | Sindaco | [ 39 ] |
| 2004    | 2009      | Franco Scarinci   | Lista civica   | Sindaco | [ 39 ] |
| 2009    | 2014      | Nicolino Di Paolo | Lista civica   | Sindaco | [ 39 ] |
| 2014    | 2019      | Nicolino Di Paolo | Lista civica   | Sindaco | [ 39 ] |
| 2019    | 2024      | Nicolino Di Paolo | Lista civica   | Sindaco | [ 39 ] |
| 2024    | in carica | Nicolino Di Paolo | Lista civica   | Sindaco | [ 39 ] |

### Altre informazioni amministrative
I cittadini aventi diritto di voto nel comune di Crecchio al giugno del 2008 erano 3.041, di cui 1.509 uomini e 1.532 donne. I votanti effettivi alle elezioni politiche del 2008 sono stati il 76,26% degli aventi diritto. In occasione delle elezioni amministrative del 6-7 giugno 2009 i votanti sono stati il 74,66% alle comunali e il 74,68% alle provinciali. Per quanto riguarda le elezioni europee l'affluenza è stata del 77,36%.
| Partito                                        |  | Voti |  | Seggi in Consiglio comunale |
| ---------------------------------------------- |  | ---- |  | --------------------------- |
| Lista civica "La rondine - Uniti per Crecchio" |  | 1080 |  | 7                           |
| Lista civica "Crecchio Futura                  |  | 1049 |  | 3                           |

### Gemellaggi
- Lariano, dal 1997[41]
- San Isidro, dal 2012

## Galleria d'immagini

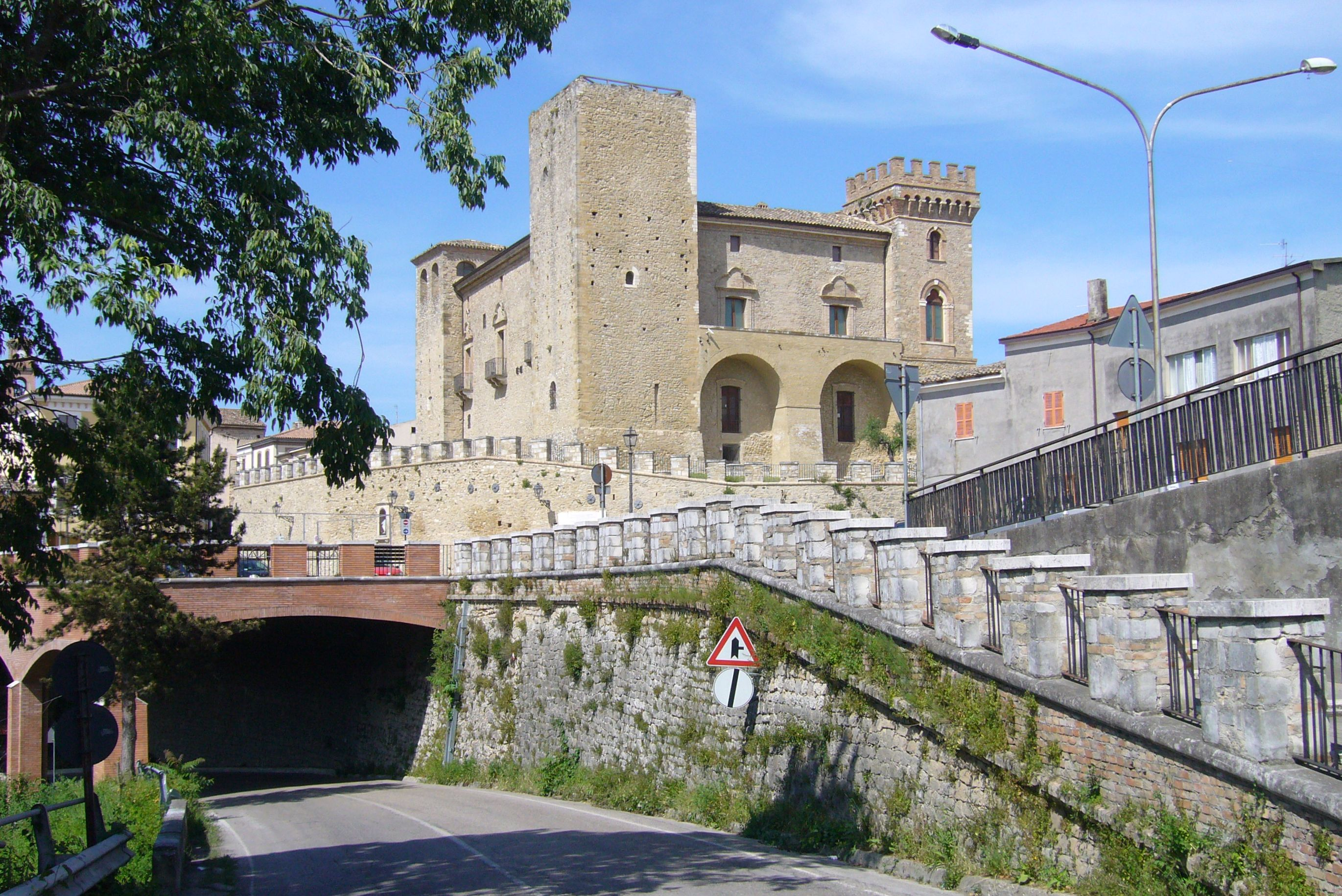
Il castello visto da sud
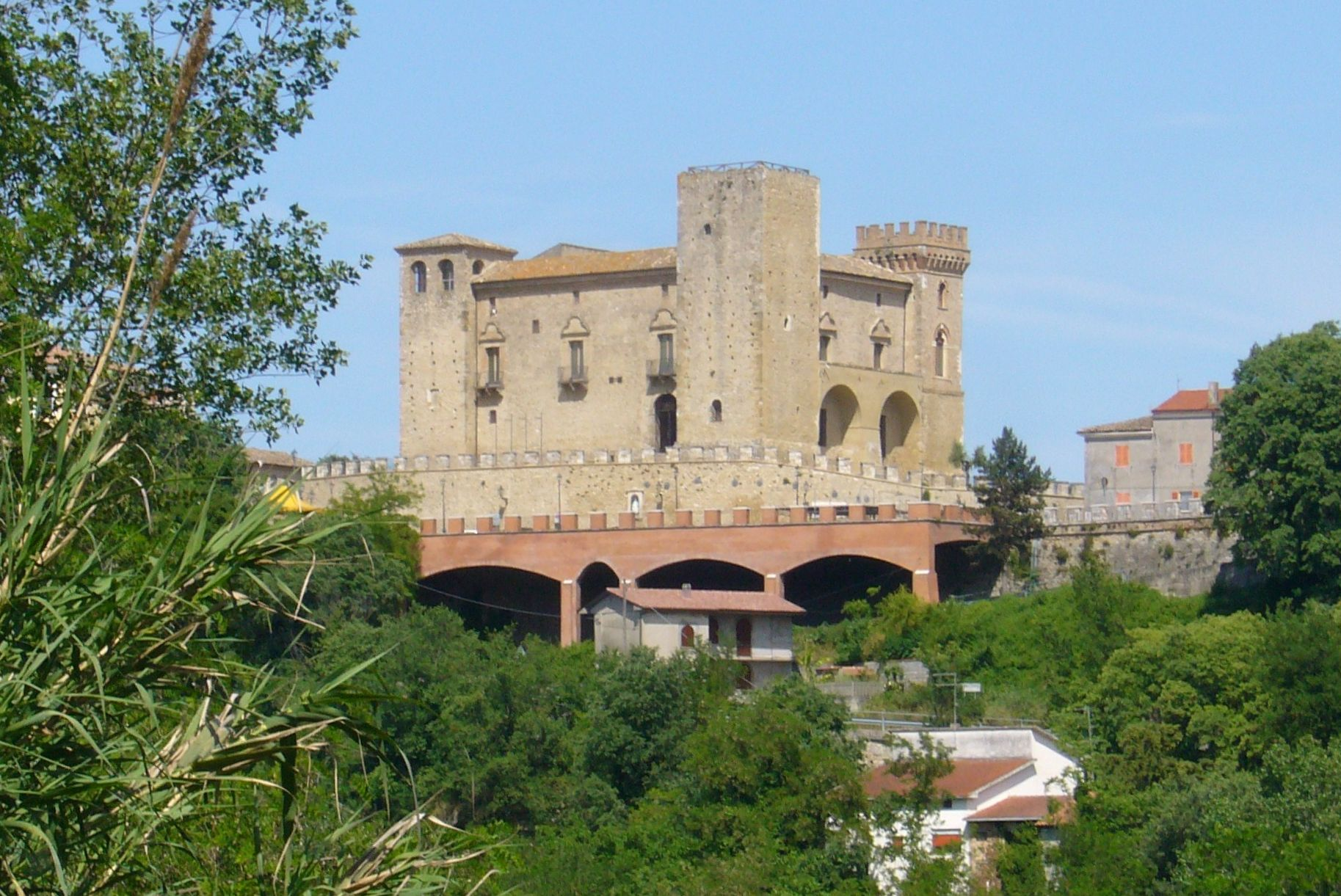
Panorama del castello da ovest
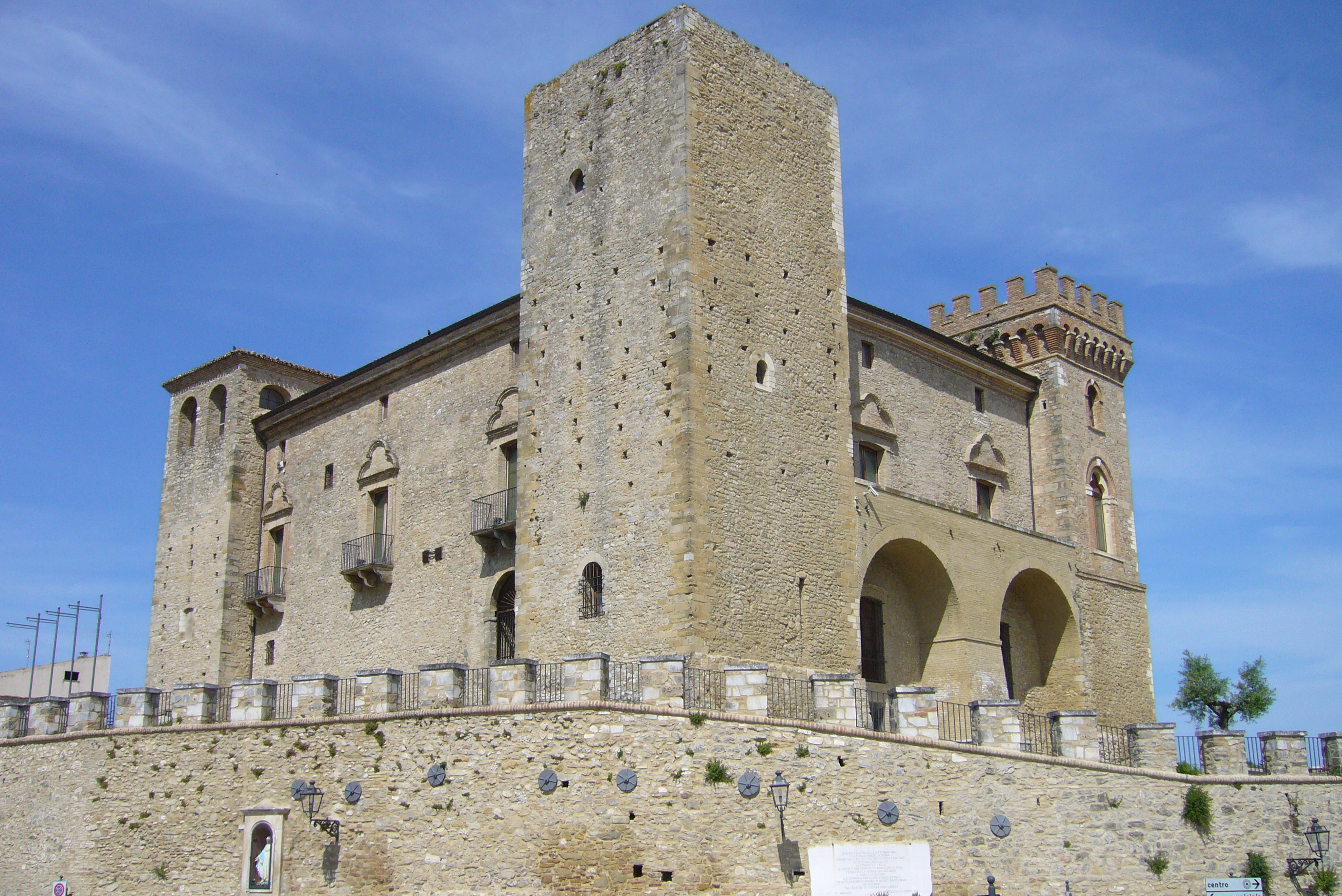
Il Castello Ducale, in primo piano la Torre dell'Ulivo
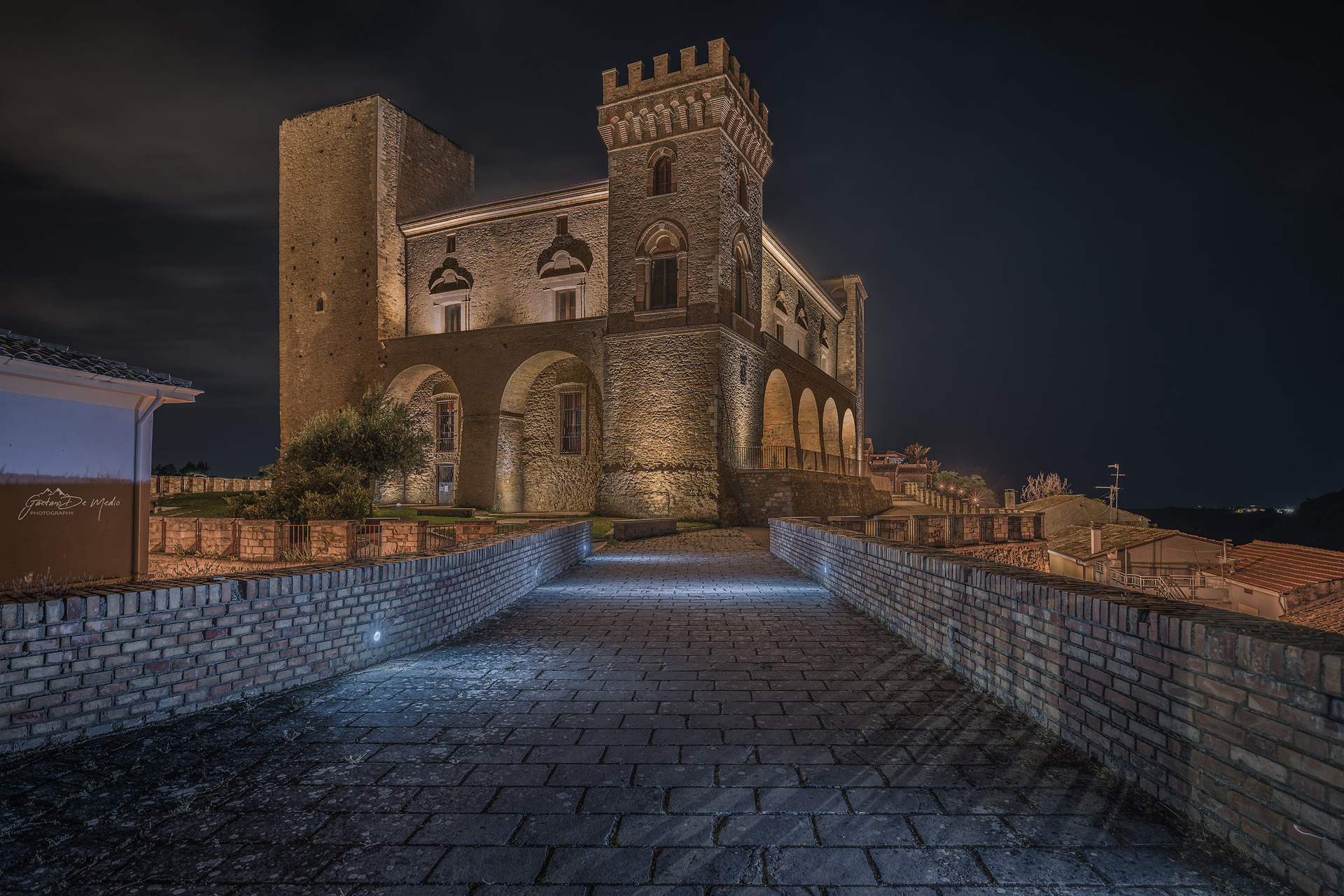
Veduta notturna del castello dal ponte medievale
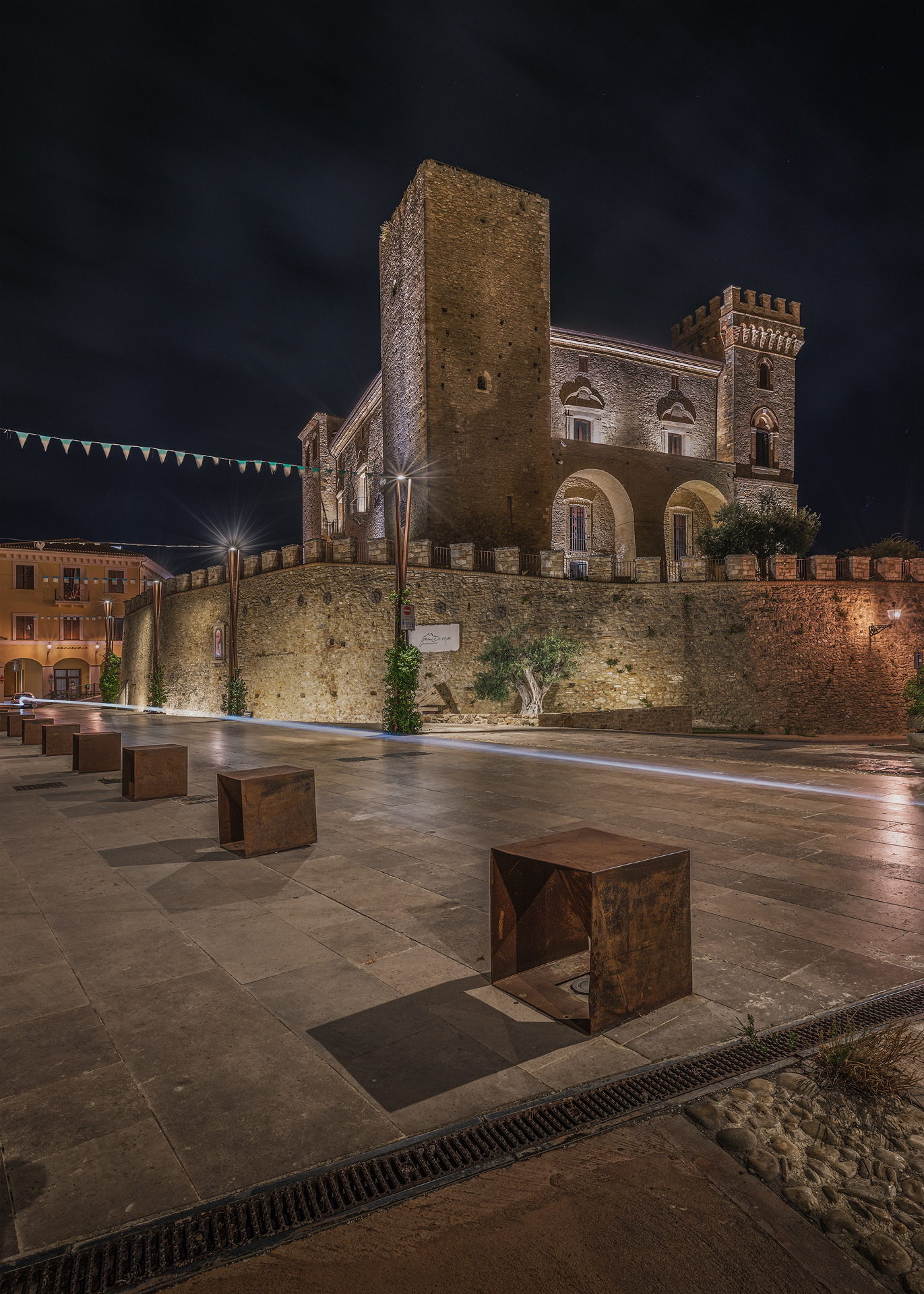
Veduta notturna del castello e della cinta muraria
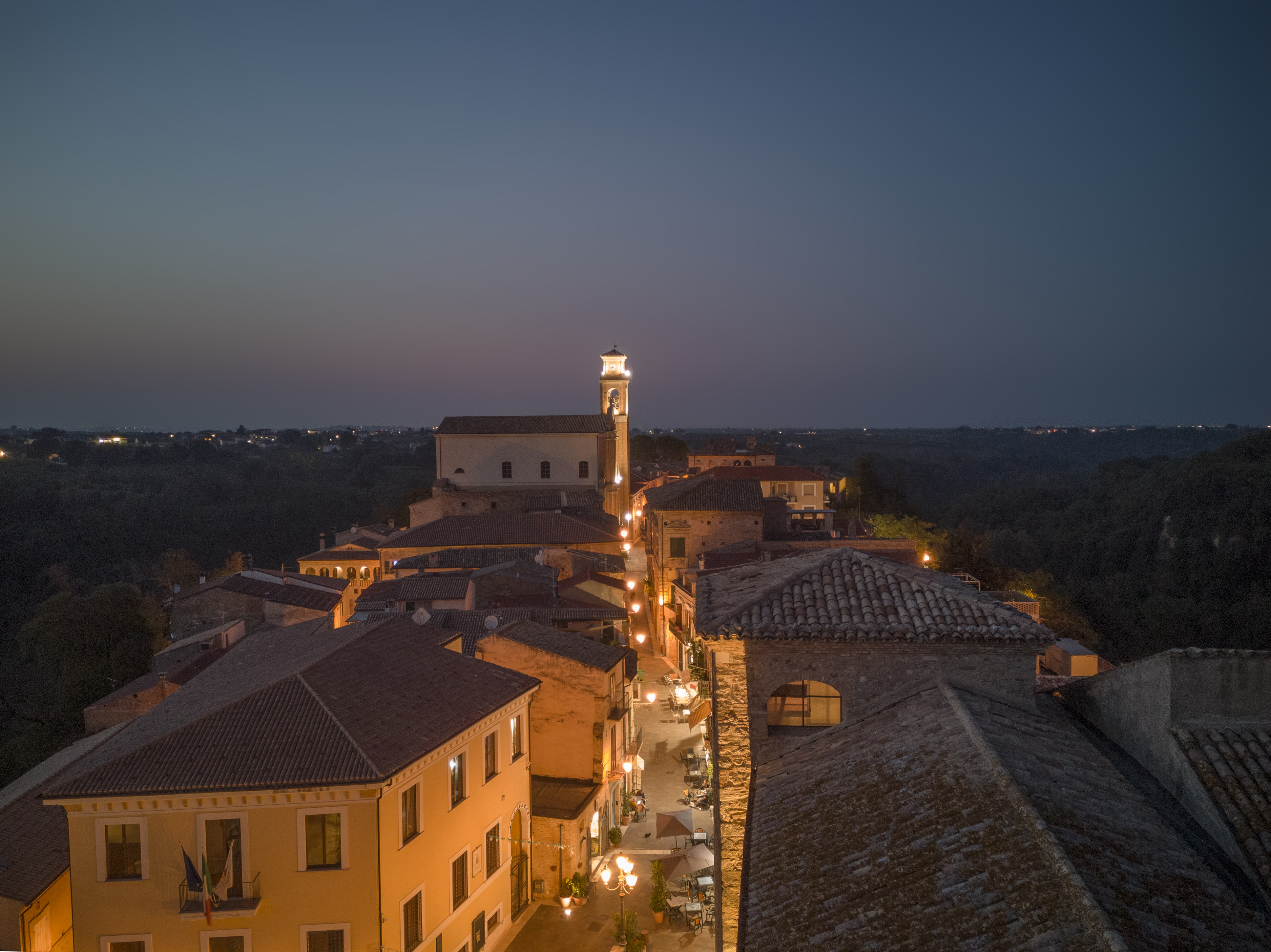
Veduta notturna del centro storico
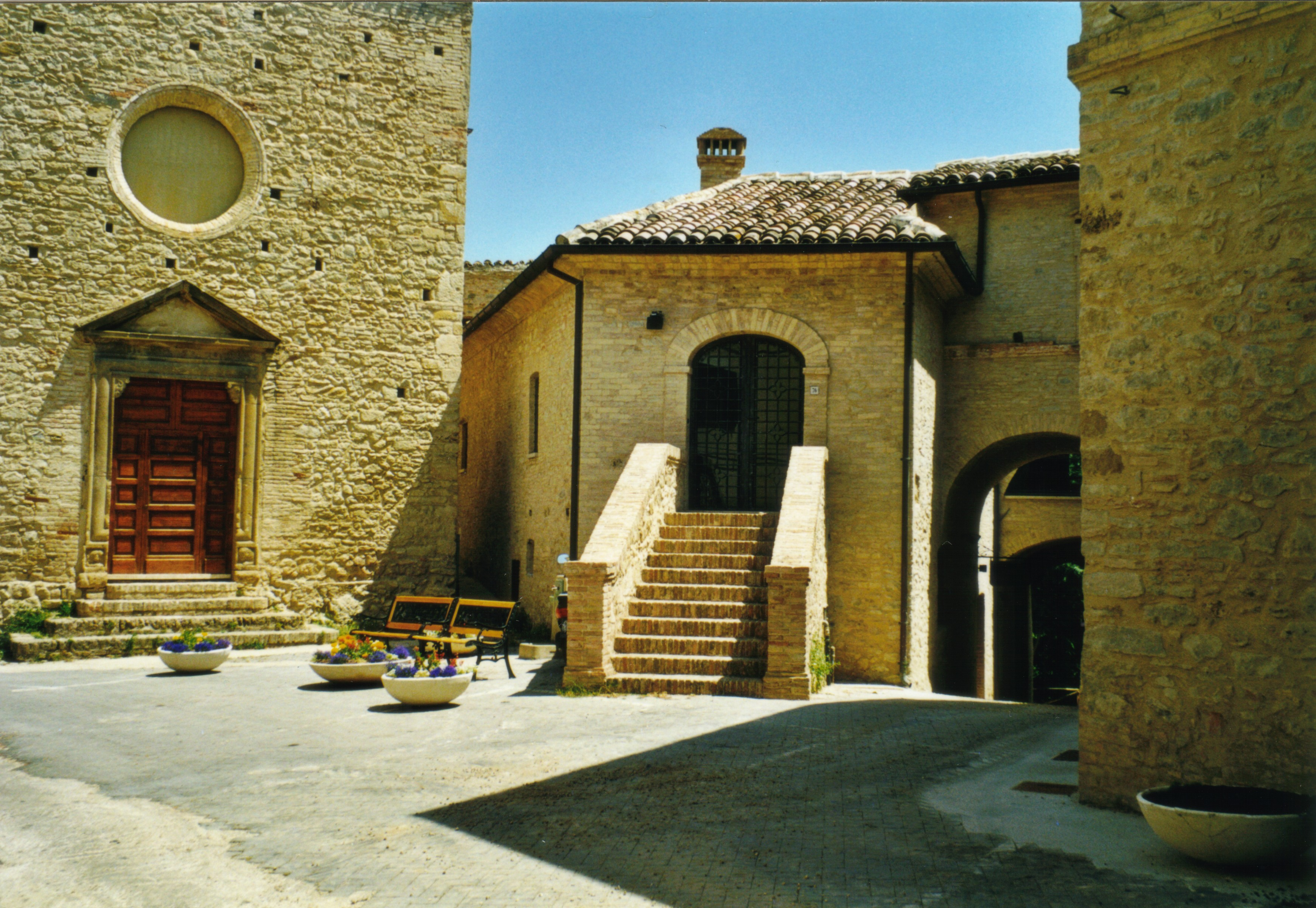
Chiesa di Santa Maria da Piedi, Porta da Capo e Palazzo Monaco.